# Josef Herold (1861–1932)
Josef Herold (11. října 1861 Škrle – 5. března 1932 Most) byl rakouský a český politik německé národnosti, na počátku 20. století poslanec Českého zemského sněmu a Říšské rady; starosta Mostu.

## Biografie
Vystudoval gymnázium v Mostě a Chomutově a práva na německé univerzitě v Praze, kde roku 1890 získal titul doktora práv. Absolvoval vojenskou službu a dosáhl hodnosti poručíka v záloze. Na praxi pracoval u soudu v Chebu, následně jako koncipient ve Stříbře, Kadani a Mostě. Od listopadu 1893 působil jako samostatný advokát v Mostě. Byl členem městské rady v letech 1910–1918 byl starostou Mostu. Byl předákem Německé radikální strany v Čechách a angažoval se v četných německých spolcích. Od roku 1894 zasedal ve vedení spolku Bund der Deutschen in Böhmen (později jeho čestným předsedou) a od roku 1894 byl i členem rozhodčího soudu při školské organizaci Deutscher Schulverein.
Na počátku 20. století se zapojil i do zemské a celostátní politiky. V doplňovacích volbách roku 1905 byl zvolen do Českého zemského sněmu v kurii městské (volební obvod Most, Bílina, Horní Litvínov) poté, co zemřel poslanec Zdenko Schücker. Mandát obhájil v řádných volbách v roce 1908. Politicky patřil k Německé radikální straně.
V únoru 1905 nastoupil po doplňovací volbě též do Říšské rady (celostátní zákonodárný sbor), kam byl zvolen rovněž coby nástupce Zdenko Schückera v kurii městské, obvod Žatec, Postoloprty, Most atd. Do parlamentu usedl 21. února 1905. Křeslo v Říšské radě získal i ve volbách roku 1907, nyní již podle všeobecného a rovného volebního práva (obvod Čechy 084). Za stejný obvod byl zvolen také ve volbách roku 1911.
V roce 1906 se uvádí jako jeden z osmi poslanců Říšské rady za skupinu Freier Verband alldeutscher Abgeordneter, která po rozkolu ve Všeněmeckém sjednocení sdružovala stoupence politiky Karla Hermanna Wolfa, tzv. Freialldeutsche Partei, později oficiálně Německá radikální strana (Deutschradikale Partei). Po volbách roku 1907 se v parlamentu zapojil do poslaneckého klubu Německý národní svaz, v jehož rámci zastupoval Německou radikální stranu. Svou klubovou příslušnost si zachoval i po volbách roku 1911.
Po válce zasedal ještě v letech 1918–1919 coby poslanec Provizorního národního shromáždění Německého Rakouska (Provisorische Nationalversammlung). V zastupitelských sborech se profiloval jako vynikající řečník a pilný člen výborů.
Po vzniku Československa byl pro své aktivity zatčen a vyhoštěn. Žil pak po jistou dobu v Drážďanech a teprve po amnestii se mohl vrátit do domovského Mostu. Politicky se potom již výrazněji neangažoval. Důvodem pro jeho odchod z veřejného života byla dlouhá nemoc.
Zemřel v březnu 1932.